# Шереганово
Шерега́ново (рос. Шереганово, марій. Эҥерсола) — присілок у складі Моркинського району Марій Ел, Росія. Входить до складу Октябрського сільського поселення.

## Населення
Населення — 372 особи (2010; 371 у 2002).
Національний склад (станом на 2002 рік):
- лучні марійці — 98 %